# Mézy-Moulins
Mézy-Moulins es una comuna francesa situada en el departamento de Aisne, de la región de Alta Francia.

## Geografía
Está ubicada a orillas del río Marne, a 8 km al este de Château-Thierry.

## Demografía
| 320 | 325 | 327 | 318 | 370 | 461 | 494 | 526 |
| Para los censos de 1962 a 1999 la población legal corresponde a la población sin duplicidades (Fuente: INSEE [Consultar]) |     |     |     |     |     |     |     |